# Pieter A.H. Hofman
Pieter Adrianus Hendrik Hofman, vaak vermeld als Pieter A.H. Hofman, (Teteringen, 5 mei 1886 - Den Haag, 10 juli 1965) was een Nederlands glazenier, kunstschilder, grafisch ontwerper en boekbandontwerper.

## Leven en werk
Hofman werd door zijn tekenleraar aan de HBS aangemoedigd om te tekenen. Hij werd ambtenaar bij het Ministerie van Onderwijs, Kunsten en Wetenschappen in Den Haag en volgde daarnaast tekenlessen bij Willem de Zwart. Rond 1910 volgde hij avondlessen aan de Academie van Beeldende Kunsten.
Hij maakte aquarellen, ex libris, boekbanden, litho's, muurschilderingen, postzegels en schilderijen. Tot zijn eerste opdrachten behoorden het ontwerpen van affiches voor de Utrechtse Jaarbeurs in 1918 en 1919. Hij ontwierp een serie postzegels in 1924, gewijd aan het eeuwfeest van de NRM, en de 'Vredeszegel' uit 1933. Hij werkte onder andere voor Meulenhoff, P.N. van Kampen, Nijgh & Van Ditmar en Sijthoff.
In 1925 won Hofman een zilveren medaille op een kunstnijverheidstentoonstelling in Parijs. Hij zegde zijn baan op en wijdde zich volledig aan zijn kunstenaarsloopbaan. Na het succes van een raam voor De Bijenkorf in Den Haag in dat jaar, richtte hij zich vooral op het ontwerp van glas-in-loodramen. De ramen werden aanvankelijk uitgevoerd in het atelier van Willem Bogtman en vanaf de jaren dertig door Wim Wagemans in het Delftse atelier De Lint. Zijn vroege werk wordt gekenmerkt door strakke composities met geabstraheerde motieven, met sterk emotionele, expressionistische aspecten. Na 1936 werkte hij vrijer, met meer naturalistische figuren.
Hofman overleed op 79-jarige leeftijd. Zijn laatste opdracht, een De Ruyterraam voor Vlissingen, werd na zijn overlijden afgerond door Wim Wagemans.

## Werken (selectie)
- 1925: ramen voor De Bijenkorf in Den Haag
- 1928: ramen voor de RHBS in Harlingen
- 1931: Boekband voor het boek De Zondaar door Alie Smeding (uitgeverij Nijgh & Van Ditmar)
- 1933: en 1959 ramen voor de Octrooiraad in Den Haag
- 1934, boekomslag voor Intermezzo met Ernst, boek van Josine Reuling
- 1936: glas in lood voor de PGEM in Nijmegen
- 1938: twee ronde ramen voor de Houtrustkerk in Den Haag
- 1938: langwerpig glas-in-loodraam voor de Ichtuskerk te Colmschate
- 1940: glas in lood voor het stadhuis van Leiden
- 1946: glas-in-loodramen voor het Station Naarden-Bussum
- 1948: glas in lood voor het Oude stadhuis van Den Haag
- 1949: Gedenkraam in de Martinikerk (Sneek)
- 1957: glas in lood voor het hoofdkantoor van de centrale directie van de P.T.T. aan de Kortenaerkade in Den Haag
- 1965: De Ruyterraam voor de Sint-Jacobskerk in Vlissingen

## Afbeeldingen

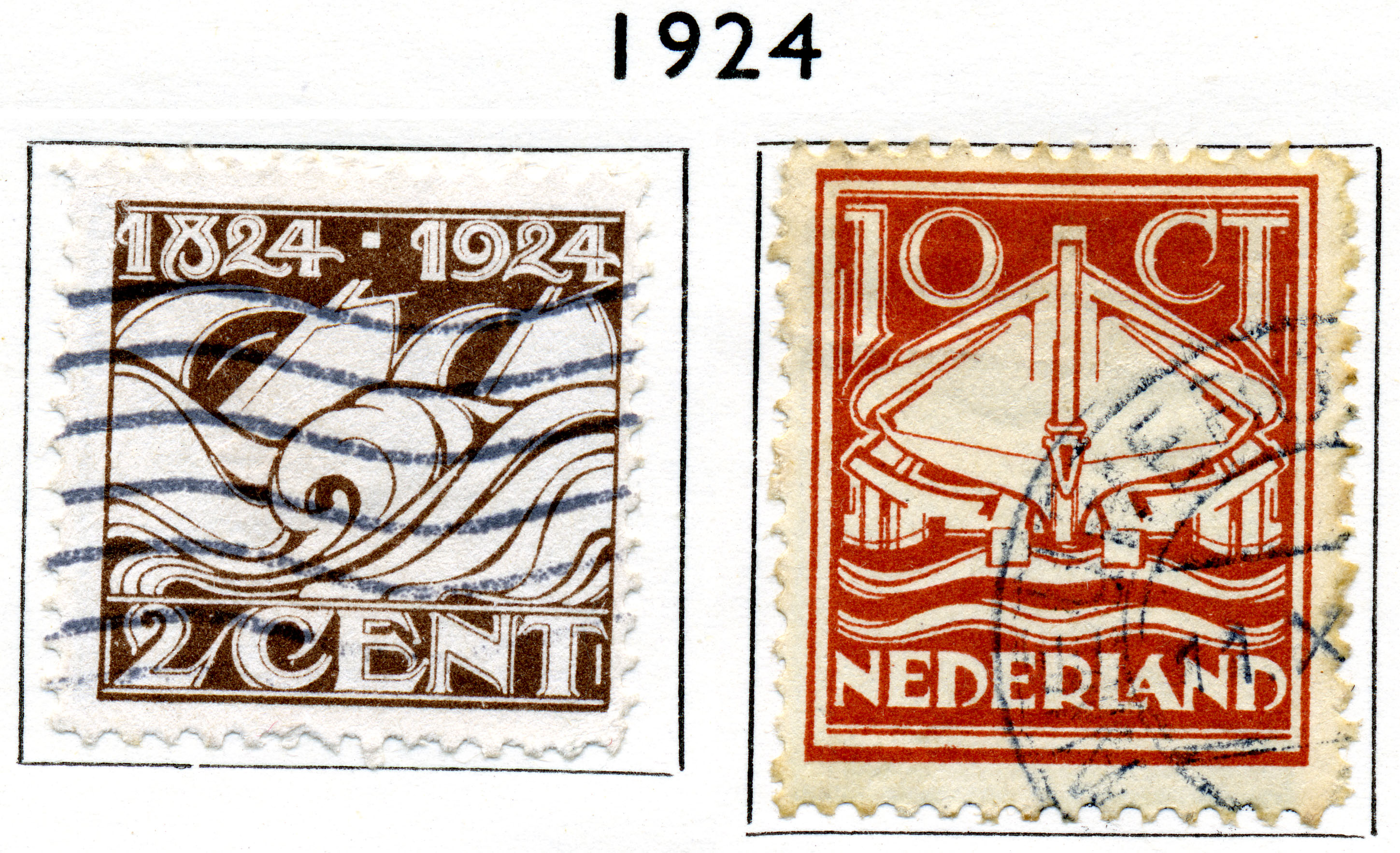
Reddingwezen-zegels (1924)
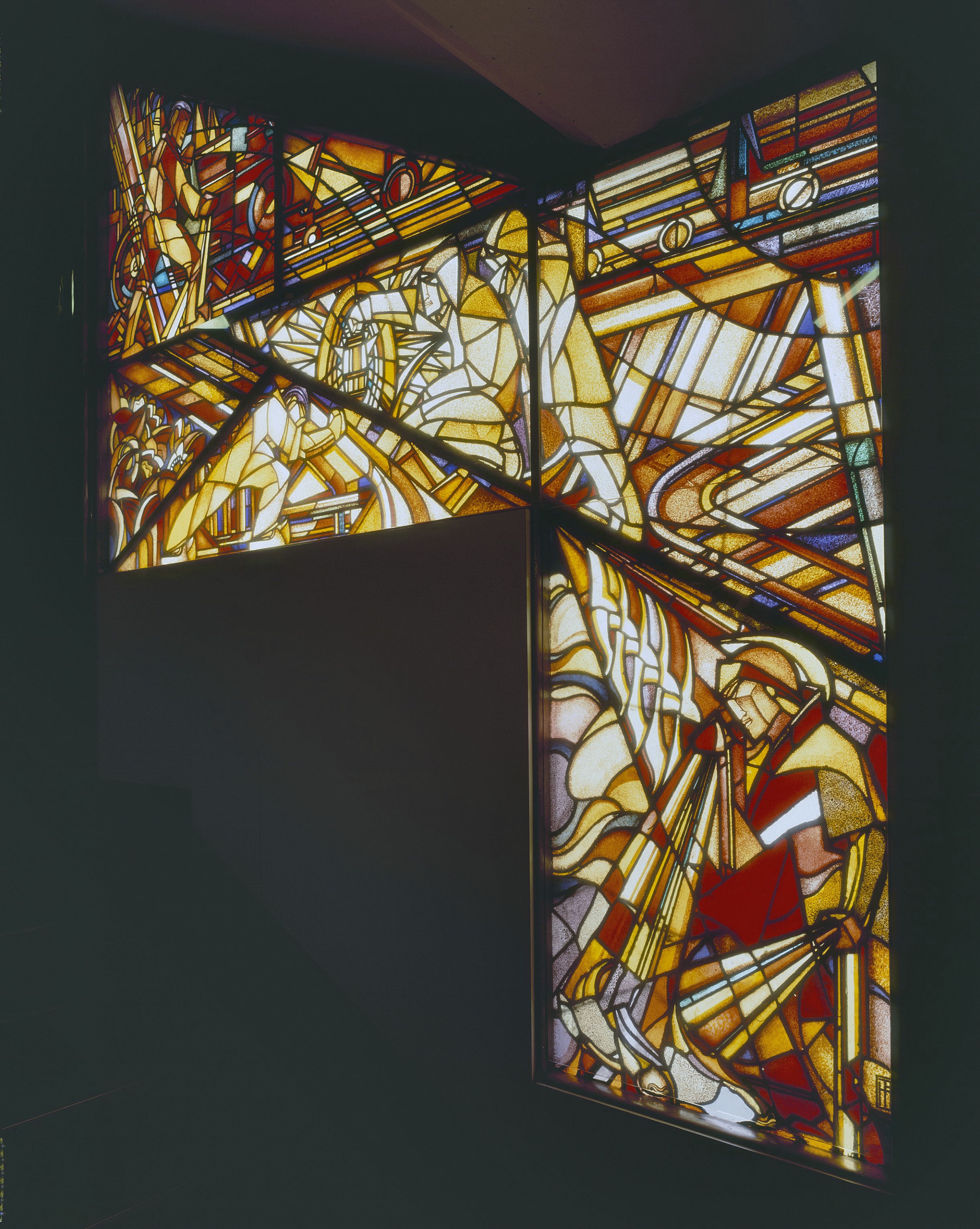
De Bijenkorf (1925)
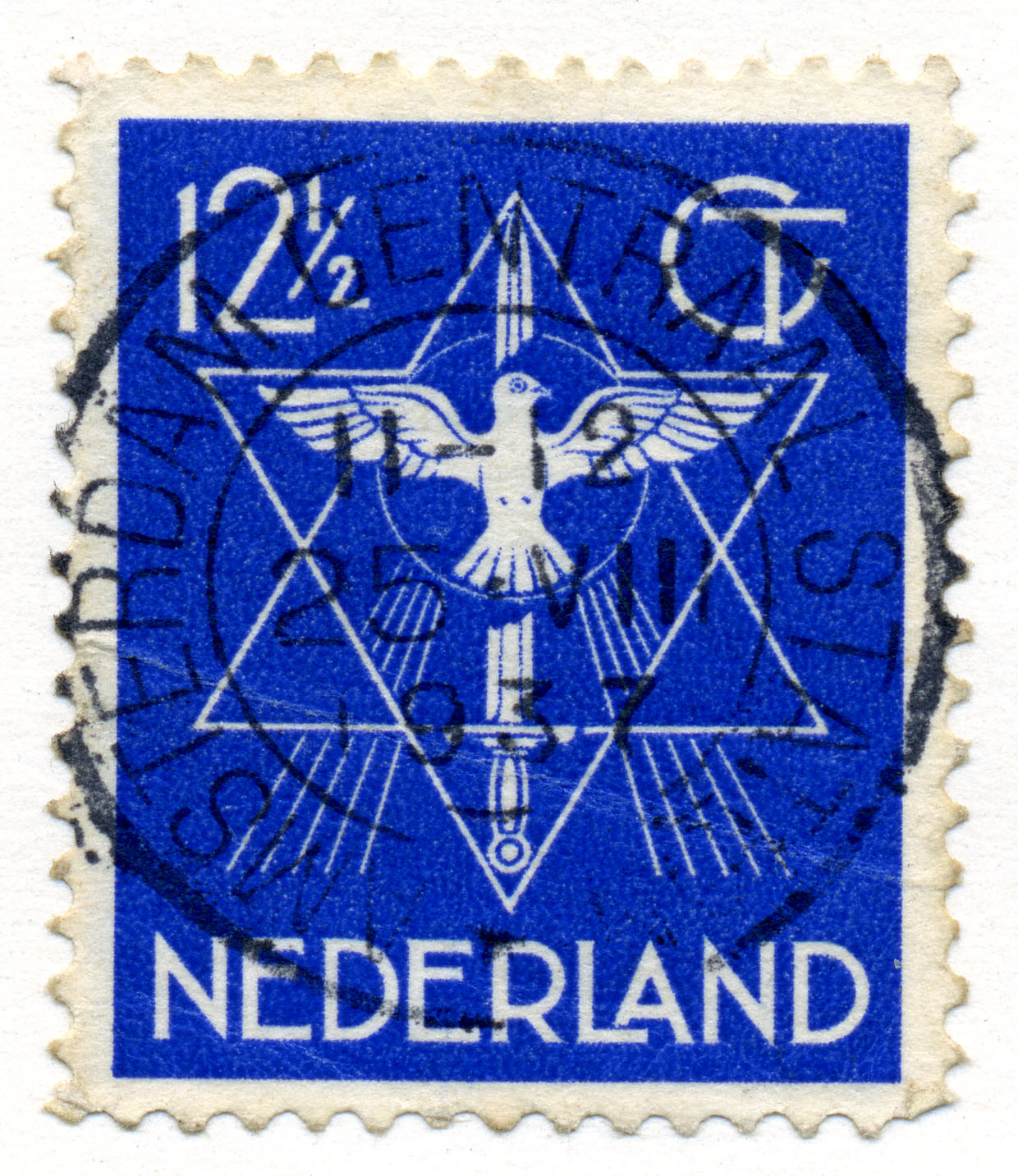
Vredeszegel (1933)
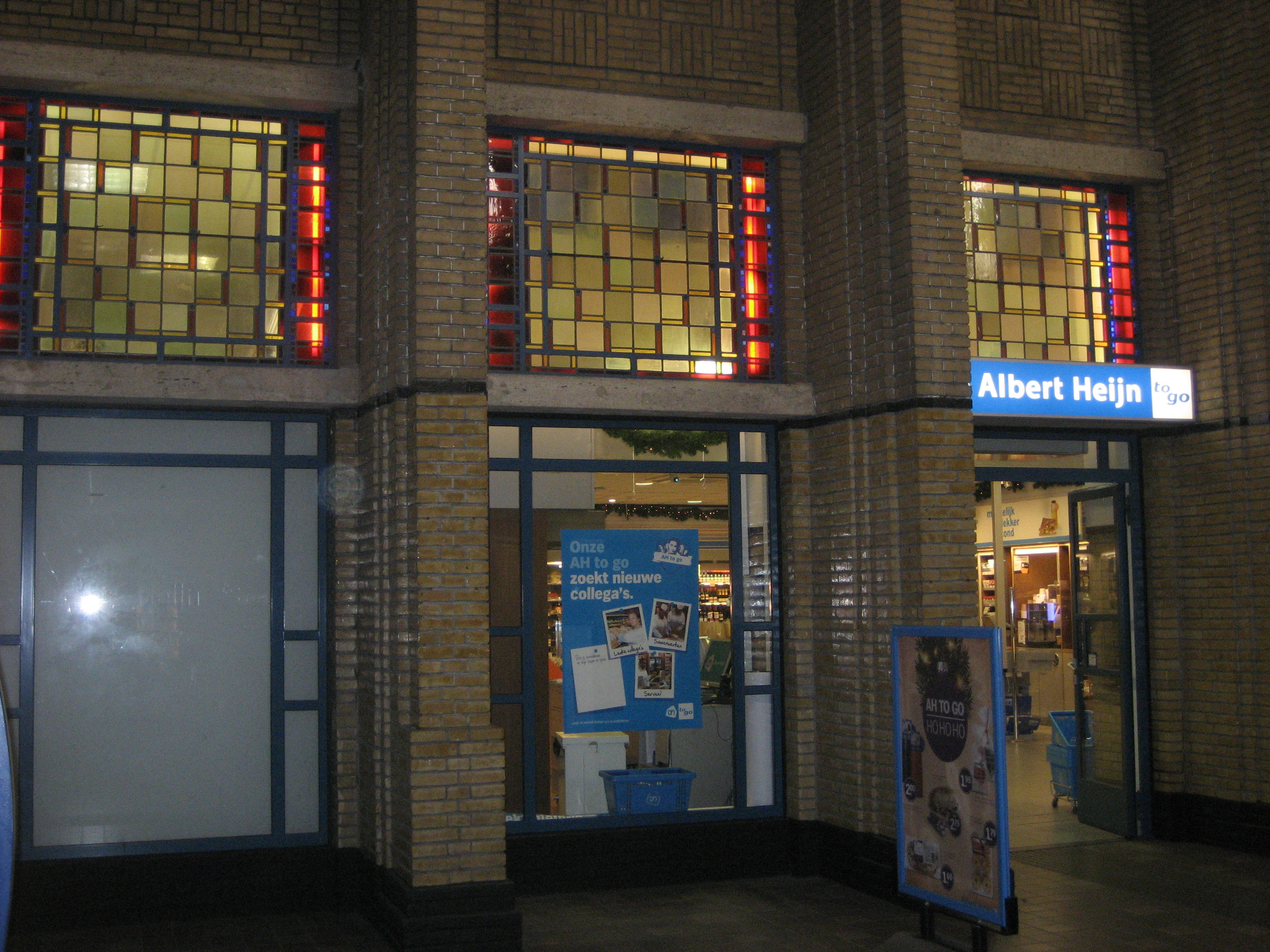
Station Naarden (1946)
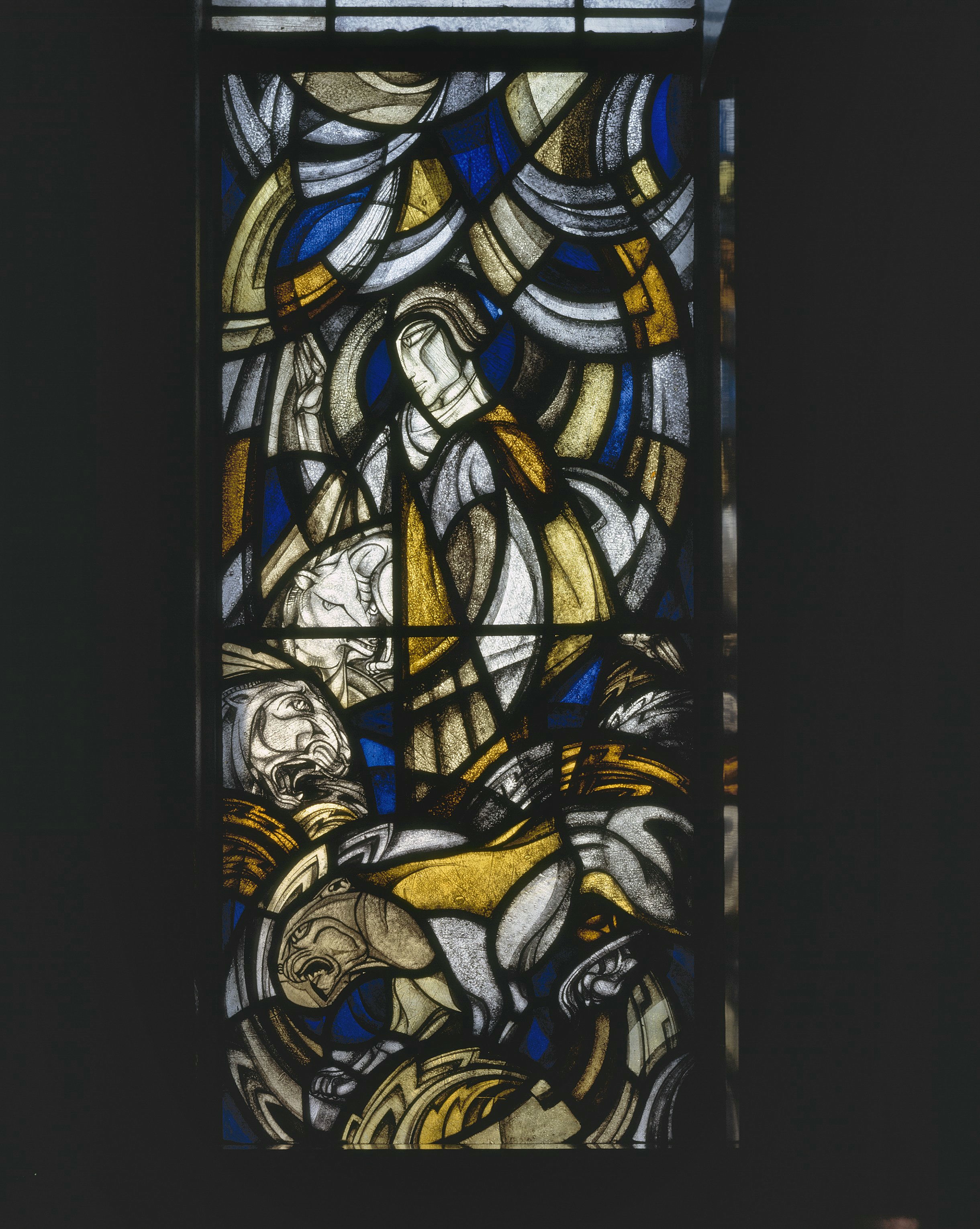
RHBS Harlingen